# وائل نصار
وائل طلب صالح نصار (35 عاماً)، قائد عسكري ومقاتل في كتائب عز الدين القسام، اعتقل مرارا لدى سلطات الاحتلال الإسرائيلي والسلطة الفلسطينية التي أمضى عدة سنوات في سجونها. استشهد في 30 أيار 2004 بصاروخ أطلق من طائرة صهيونية.

## الميلاد والنشأة
ولد وائل نصار عام 1973 في مدينة غزة لعائلة فلسطينية لجأت في حرب عام 1948 من بلدة بيت دراس، وتلقى تعليمه الابتدائي في مدرسة الإمام الشافعي للاجئين، والمرحلة الإعدادية في مدرسة الفلاح الإعدادية، والثانوية في مدرسة الكرمل قبل أن يلتحق في كلية أصول الدين بالجامعة الإسلامية.
تزوج وله ثلاثة أولاد وبنت ولدت قبل استشهاده باسبوع طفلة سمّاها «ربا».
عرف بالتزامه الديني منذ سن مبكرة، وشارك في سن الثالثة عشر عاما في الانتفاضة الأولى عام 1987، والتحق بحركة المقاومة الإسلامية حماس وعمل ضمن جهاز الأحداث التابع للحركة في منطقة الزيتون، وواصل عمله في صفوف الجهاز حتى اعتقل في سجون الإسرائيلية الصهيونية ضمن الضربة الصهيونية الثانية لحماس عام 1991 حيث أمضى أحد عشر شهرا في سجون الاحتلال.

## في جهاز الأمن
بعد خروجه من السجن شكل في الزيتون مجموعة أمنية تولت خطف العملاء، واعتقل مجددا حين اختطفت مجموعته أحد العملاء وحققت معه داخل أحد المقاهي، وخلال التحقيق داهمت قوات الاحتلال المكان، فغطى وائل انسحاب المجموعة واعتقل. نقل على الفور إلى سجن غزة المركزي وتعرض لتحقيق عنيف لأكثر من شهرين، إلا أنه لم يعترف بأي شئ رغم شهادة العميل عليه، فأطلق سراحه.

## في صفوف القسام
فور خروجه من السجن التحق في صفوف كتائب الشهيد عز الدين القسام ضمن المجموعات الأولى حيث عمل تحت إمرة الشهيدين القائدين عماد عقل وعوض سلمي.

## في سجون السلطة الفلسطينية
اعتقل وائل نصار ضمن حملة الاعتقالات التي طالت أعضاء الحركة الإسلامية في سجن الأمن الوقائي وتعرض للتعذيب، إلا أنه لم يعترف بأي من التهم التي وجهت إليه، ورفض المساومات المعروضة مقابل إطلاق سراحه، وسجن لأربع سنوات.
أطلق سراحه بعد مرور ثلاثة أيام من اندلاع انتفاضة الأقصى واشترى سلاحه الشخصي وجند بعض الشباب في صفوف كتائب القسام وأشرف على عدة العمليات مثل زرع العبوات وإطلاق الهاون على المغتصبات الصهيونية، وكان العمل العسكري في تلك الفترة تقوم به مجموعة قليلة من المجاهدين كان في مقدمتهم الشهداء عوض سلمي، سهيل زيادة، ياسر طه، محمود عيسى، جهاد أبو سويرح، عبد الله عقل، وخليل السكني الذي تعرض لإصابة.
وفي تلك الفترة درّب وائل بنفسه المئات من أبناء حركة حماس على السلاح واشترى من ماله الخاص الذخيرة اللازمة للتدريب.
في تلك الفترة استشهد القائد القسامي عوض سلمي خلال زرعه عبوة ناسفة على جبل المنطار، وواصل وائل صنع العبوات الناسفة في بيته، وكان برفقته الشهيد القائد ياسر طه، وخليل السكني.

## أيامه الأخيرة واستشهاده
في فجر يوم الأحد 30-5-2004 توجه وائل لحل خلاف وقع بين بعض المواطنين ومجموعة من المجاهدين، وبعد الانتهاء من ذلك اتصل برفيقه الشهيد محمد صرصور الذي حضر لنقله بدراجة نارية، وخلال سيرهما في شارع صلاح الدين قرب المسلخ القديم أطلقت طائرة استطلاع صهيونية صاروخا أدى استشهادهما على الفور، كما أصاب صاروخ ثاني أطلقته على مجموعة من المواطنين هرعت إلى المكان، فاستشهد المواطن ماضي ماضي وأصيب سبعة آخرون.
ويعد وائل الشهيد الرابع عشر في عائلة نصار خلال الانتفاضتين. استشهد شقيقه صلاح العام الذي سبقه في انفجار لورشة تصنيع أسلحة تابعة لكتائب القسام، وله أربعة أخوة ابعدوا إلى مرج الزهور جميعاً عام 1992.